# Marotte et Charlie
Marotte et Charlie est une sitcom française, en 13 épisodes de 26 minutes, créée par Jean-Luc Azoulay (sous le pseudonyme Jean-François Porry), produite par AB Productions et diffusée du 21 mars 1990 au 26 septembre 1990 dans le Club Dorothée sur TF1. 
De nouveaux épisodes courts sont diffusés sur IDF1 depuis 2008, produits par JLA Holding, la société du monsieur « A » (Azoulay) d'AB Productions.
Depuis le 27 novembre 2020, la série est intégralement disponible sur la chaîne Youtube Génération Club Do.

## Synopsis
Cette série met en scène Jacky et Patrick, co-animateurs du Club Dorothée, grossièrement déguisés en femmes. Les deux héroïnes vivent des aventures rocambolesques qu'elles affrontent avec la plus grande idiotie. Dans leur réfrigérateur se trouve un agent secret, incarné par Guy Piérauld (célèbre ancienne voix française de Bugs Bunny).

## Distribution
- Jacky : Marotte
- Patrick : Charlie
- Guy Piérauld : l'agent secret X24
- Marc Aelion (épisodes 1 à 10) puis Pierre de Boisvieux (épisodes 11 à 13) : le facteur
- Roger Carel (épisodes 1 à 10) puis Jacques Ferrière (épisodes 11 à 13) : la commode
- Roger Carel : la lampe (épisode 5)
- Clara Borras : Madame Duglandin, la voisine
- Pat Le Guen : le présentateur de la télé
- Marlène Mourreau : Bunnies (épisode 9)
- Daniel Villenfin : le petit homme vert (épisode 10)
- Les Musclés : eux-mêmes (épisode 11)
- Moïse Crespy, Roland Crespy, Victor Picot : les baloubalous (épisode 11)

## Épisodes
1. L'homme qui venait du froid
2. Le grand super hyper maxi giga steeple
3. La nuit de la terreur
4. La jalousie
5. Le dur chemin de la vérité
6. Le Schprountz
7. La bouillabaisse
8. Camouflage et camouflet
9. La souris verte
10. Le petit homme vert
11. Les horribles BalousBalous coupeurs de tête
12. L'or des Kramazoukoffs
13. La bonne leçon

## Commentaires
- Jacky et Patrick reprennent ici les rôles qu'ils avaient précédemment joués dans un sketch récurrent de la série Pas de pitié pour les croissants, parodie grinçante en forme de règlement de comptes contre Jacqueline Joubert, la directrice des programmes jeunesse d'Antenne 2, que Dorothée et son équipe ont quittée en mauvais termes peu de temps auparavant. Les prénoms de Marotte et Charlie font en effet référence à Marie Dauphin et Charlotte Kady, deux animatrices ayant pris le relais de la présentation de Récré A2 après le départ de Dorothée pour TF1.

- Les personnages de Marotte et Charlie apparaissent de temps à autre sur les plateaux du Club Dorothée aux côtés des animateurs.

- Les deux héroïnes vouent une passion sans borne au comédien Charles Bronson.

- Un 45 tours intitulé Marotte et Charlie est sorti en 1990 aux éditions AB.